# آکازا شیچیروئمون
آکازا شیچیروئمون (به ژاپنی: 赤座 七郎右衛門 Akaza Shichirōemon) یک ملازم در خدمت خاندان اودا در دوره سنگوکو در تاریخ ژاپن بود.